# Cyrille Dubois
Cyrille Dubois est un ténor français né le 27 septembre 1984. Artiste lyrique, il interprète aussi des mélodies intimistes. Son répertoire va des œuvres baroques à l'opéra contemporain en passant par les grands classiques, l'opéra-comique et le bel canto.

## Biographie

### Jeunesse et formation
Cyrille Dubois a passé les premières années de sa vie à  Ouistreham dans le département français du Calvados en région Normandie.
Comme il chante depuis qu'il a trois ans, ses parents l'inscrivent dans une chorale d'enfants dirigée par Agnès Polet, qui le repère et l'oriente vers la Maîtrise de Caen et les classes à horaires aménagés  qu'il intègre à l'âge de sept ans. Robert Weddle, alors responsable de la maîtrise lui confie des rôles de soliste  dans le Pie Jesu du Requiem de Duruflé, les Chichester Psalms de Bernstein le Requiem d'Andrew Lloyd Weber. À douze ans, il chante le rôle de Miles dans The Turn of the Screw (Le tour d'écrou) de Benjamin Britten à l'opéra de Lyon et Chambéry,. À treize ans, il participe en tant que soliste soprano à l'enregistrement de petits motets de Sébastien de Brossard avec la maîtrise de Caen.
De la classe de seconde jusqu'à la fin de ses deux années en classe préparatoire, Cyrille Dubois arrête le chant pour ménager sa voix en train de muer, mais il continue l'orgue. Tout en étant inscrit à l'école nationale supérieure d'agronomie de Rennes dont il sort diplômé en halieutique, il reprend des cours de chant d'abord au conservatoire de Caen dans la classe de Jocelyne Chamonin, puis, au conservatoire de Rennes dans la classe de Martine Surais-Deschamps et se fait engager dans les chœurs de l'opéra ,. Il choisit alors de faire une carrière musicale et passe le concours du Conservatoire de Paris où il suit les cours de chant d'Alain Buet ainsi que les cours de lecture à vue avec Graciane Finzi, et il rencontre le monde du Lied et de la mélodie dans les classes d'Anne le Bozec et Jeff Cohen. En 2010, il obtient son diplôme assorti d'un premier prix avec mention très bien. La même année, il est admis à l'atelier lyrique de l'opéra de Paris, ce qui lui permet de jouer un des rôles principaux dans des œuvres aussi variées que Street scene de Kurt Weil, l'Heure Espagnole de Ravel, La Resurrezione de Haendel, La Finta Giardiniera de Mozart.

### Carrière
Habitué dès son enfance à un répertoire tant sacré que profane, Cyrille Dubois aborde des œuvres du XVIIe au XXIe siècle en récital comme dans les rôles qu'il interprète à l'opéra.  
Il chante sur des scènes internationales comme l'Opéra Garnier dans Alcina de Haendel, la Scala de Milan dans les Contes d'Hoffmann, la Monnaie de Bruxelles dans La Dispute de Benoit Mernier. Les prestations se succèdent et il est remarqué en 2013 pour le rôle de Gérald dans Lakmé de Léo Delibes à Saint-Étienne,. En 2014 il assure une vingtaine de représentations sur diverses scènes françaises quand il incarne Coelio dans les Caprices de Marianne de Henri Sauguet avec le Centre Français de promotion lyrique (CFPL).
Sensible à la transmission, à l'évolution et à la redécouverte du répertoire français, il collabore avec le Centre de Musique Baroque de Versailles (CMBV) et avec le Palazetto Bru Zane pour la musique romantique. 
Il participe à deux épisodes de la Boîte à musique de Jean-François Zygel.
Son interprétation de l'air de Nadir dans les Pêcheurs de Perles de Bizet a été utilisée dans le film The Father de Florian Zeller avec Anthony Hopkins (2020).
La carrière de Cyrille Dubois se poursuit à la fois tant en concertiste qu'en rôle principal dans des opéras et la presse spécialisée souligne la qualité de son timbre et de sa diction,,,.
Des rôles d'amoureux transis il passe à des personnages plus ambigus ou déjantés qui lui permettent de révéler son talent de comédien.,

#### Les opéras
- En 2015 il joue dans Ariane à Naxos de Richard Strauss et le Roi Arthus de Chausson à l'opéra de Paris, l'Heure espagnole de Ravel à Glyndebourne, le Turc en Italie de Rossini à  Metz
- 2016 il est Marzio dans Mithridate de Mozart au Théâtre des Champs Elysées, Belmonte dans l'Enlèvement au Sérail à l'opéra de Lyon, à l'Opéra de Lyon,  Ferrando dans Cosi fan Tutte au théâtre des Arts de Rouen.
- 2017 joue le rôle de Lucien dans Trompe-la-Mort, création mondiale de Luca Francesconi aux côtés de Julie Fuchs, Laurent Naouri , etc.[1], Don Ramiro dans la Cenerentola de Rossini à l'Opéra de Lyon, où il est remarqué par le magazine Diapason[19]
- 2018 il est Tavannes dans les Huguenots de Meyerbeer, Horace dans Le Domino noir d'Auber[20] et le rôle titre dans Tarare de Salieri.
- 2019 il joue le rôle titre d'un Fortunio de Messager à l'opéra comique, celui de Hippolyte dans Hippolyte et Aricie de Rameau à l'Opernhaus de Zurich et à Paris[21] Ruodi dans Guillaume Tell de Rossini aux Chorégies d'Orange.

La pandémie due au covid-19 ferme toutes les salles de spectacle. Des représentations et concerts sont toutefois organisés  sans spectateurs ou seulement quelques-uns sous contrôle sanitaire strict et avec retransmission en direct ou capture vidéo.
- Janvier 2021 : il est Tamino aux côtés de Julie Fuchs et Sabine Devielhe à l'opéra Bastille dans la Flûte enchantée de Mozart.
- Mars 2021 : il crée "Point d'orgue" de Thierry Escaich, mise en scène et livret d'Olivier Py avec la soprane Patricia Petibon et le baryton Jean-Sébastien Bou au Théâtre des Champs-Élysées[22].

#### Les opéras en version concert
- Le Barbier de Séville de Rossini au TCE en 2013
- Les Pêcheurs de perles de Bizet au TCE en 2017
- La Cenerentola de Rossini au TCE en 2018
- Tarare de Salieri à Versailles en 2018
- La Belle Hélène de Jacques Offenbach au TCE en juillet 2021 (rôle de Pâris)

## Distinctions
- En 2010, le Duo Contraste qu'il forme avec Tristan Raës est lauréat du concours  Lili et Nadia Boulanger [23]
- En 2013, le Duo Contraste remporte le grand prix, le prix du mécène et le prix du public de l'édition piano/voix du Concours international de musique de chambre de Lyon[24]
- En 2014, le chanteur reçoit le prix du Syndicat de la Critique en Révélation Musicale[25]
- En 2015, Cyrille Dubois remporte le prix de révélation lyrique des victoires de la musique classique[26],[1].
  - Il est nommé citoyen d'honneur de la ville de Ouistreham[27]
- En 2022 Cyrille Dubois reçoit la médaille de chevalier des Arts et des Lettres[28]
- En 2023 Cyrille Dubois obtient le prix des Gramophone Classical Music Awards dans la catégorie "chant" pour son interprétation des mélodies de Fauré, accompagné au piano par Tristan Raës[29]

## Projet pédagogique
« Transmettre à tous » fait partie de son projet artistique en intervenant auprès de chœurs d'amateurs comme la chorale de Ouistreham ou celle de Saint-Hilaire-du-Harcouet, aux enfants des écoles ou en masterclass. 

## Discographie

### Opéras
- La Caravane du Caire de Grétry, direction Guy Van Waas avec les Agrémens, Cyrille Dubois[32],   Katia Velletaz, Chantal Santon, Reinoud van Mechelen, Alain Buet, Julien Véronèse, Tassis Christoianis  CD Ricercar 2013
- Les Horaces, tragédie lyrique de Salieri direction Christophe Rousset, Judith Van Wanroij, Cyrille Dubois, Jean-Sébastien Bou, Julien Dran, Andrew Foster-Williams, Philippe-Nicolas Martin avec les Talens Lyriques et les chantres du centre de musique baroque de Versailles[33] CD Aparté 2016
- Tarare de Salieri direction Christophe Rousset, rôle titre interprété par Cyrille Dubois[34], avec Karine Deshayes, Enguerrand de Hys, Judith van Wanroij, Tassis Christoyannis et Philippe-Nicolas Martin   CD Aparté 2017 choc classica
- Les Troyens de Hector Berlioz dirigé par John Nelson, Joyce DiDonato, Michael Spyres, Marie-Nicole Lemieux, Stéphane Degout, Cyrille Dubois, Nicolas Courjal, Marianne Crebassa, Stanislas de Barberac , etc. avec le chœur et l'orchestre de Strasbourg CD Warner, 2017
- Pygmalion de Jean-Philippe Rameau, direction Christophe Rousset, Cyrille Dubois, Céline Sheen, Eugénie Warnier, Marie-Claude Chappuis et les Talens lyriques CD Aparté 2017
- Persée de Jean-Baptiste Lully dirigé par Hervé Niquet avec : Mathias Vidal, Hélène Guilmette, Katherine Watson, Tassis Christoyannis, Cyrille Dubois, Thomas Dolié, Marie Lenormand et le Concert Spirituel CD Alpha 2017
- Mithridate de Mozart dirigé par Emmanuelle Haïm : Michael Spyres, Patricia Petitbon, Myrtò Papatanasiu, Christophe Dumaux, Sabine Devielhe, Cyrille Dubois, Jaël Azzareti avec le Concert d'Astrée DVD Erato 2017
- Le Devin du village de Jean-Jacques Rousseau, dirigé par Sébastien d'Hérin : Caroline Mutel : Cyrille Dubois : Frédéric Caton avec Les Nouveaux Caractères CD et DVD Château de Versailles Spectacle 2018
- La Reine de Chypre de Fromental Halévy dirigé par Hervé Niquet, Cyrille Dubois, Véronique Gens, Étienne Dupuis, Eric Huchet CD Collection "Opéras Français" Palazetto Bru Zane 2018 - .
- Les Pêcheurs de perles de Bizet, direction Alexandre Bloch, Julie Fuchs, Cyrille Dubois, Florian Sempey, Luc Bertin-Hugault, Les Cris de Paris, orchestre de Lille. CD Pentatone 2018[N 1]
- Fortunio d'André Messager dirigé par Louis langrée , mis en scène par Denis Podalydès, Cyrille Dubois, Anne-Catherine Gillet, Jean-Sébastien Bou, Franck Leguérinel[35]. DVD Naxos  2019 Diapason d'or
- Dardanus de Jean-Philippe Rameau, direction György Vashegyi, Judith Van Wanroij, Chantal Santon Jeffrey, Cyrille Dubois, , Thomas Dolié, Tassis Christoyannis, Purcell Choir et Orfeo Orchestra CD Glossa 2021
- L'Île du rêve de Reynaldo Hahn direction Hervé Niquet, Hélène Guillemette, Téria et Faïmana ; Cyrille Dubois, Loti ; Ludivine Gombert, Oréna  avec le chœur du Concert Spirituel CD Collection « Opéra français » | Palazetto Bru Zane 2020 - .
- Phryné, opéra comique de Camille Saint-Saëns direction Hervé Niquet, avec le Concert Spirituel et l’Opéra de Rouen Normandie, 2022
- Roméo et Juliette, de Hector Berlioz, Joyce DiDonato, Cyrille Dubois, Christopher Maltman, Choeur de l'OnR, Orchestre philharmonique de Strasbourg, dir. John Nelson. 2 CD Warner classics 2023. Choc de Classica
- Médée, de Marc-Antoine Charpentier, Véronique Gens, Médée, Cyrille Dubois, Jason, Le Conert spirituel, dir. Hervé Niquet  3 CD Alpha 2024

### Musique de chambre
- Les Clairières dans le ciel, Cyrille Dubois, ténor, Tristan Raës, piano. CD Hortus, 2015
- Portrait de Félicien David, mélodies; CD Collection Bru Zane 2017
- Franz Liszt : « O LIEB! », lieder. Cyrille Dubois, ténor / Tristan Raës, piano. CD Aparté , 2018. Diapason d'or et choc classica
- Benjamin Britten : Canticles , Cyrille Dubois ténor et Anne le Bozec pianiste  avec Marc Mauillon (baryton) Paul-Antoine Bénos-Dijan (contre-ténor), Vladimir Dubois (corniste), Pauline Haas (harpiste), . CD NoMad 2020
- Bruneau- La nuit de mai, Deux cycles de mélodies et plusieurs morceaux pour violon, alto, violoncelle ou quatuor de clarinettes, 2 CD Salamandre 2020
- Mélodies de Lili et Nadia Boulanger, Cyrille Dubois, ténor/Tristan Raës, piano, 2020,  CD Aparté/BruZane choix de France-Musique[13]
- Intégrale des mélodies de Fauré ,Cyrille Dubois, ténor/Tristan Raës, piano, 2022,  3 CD Aparté/BruZane, intégrale remarquée par France Musique[36] et Radio Classique[37]

### Autres
- Missa Sacra de Robert Schumann, dirigé par Geoffroi Jourdain :  Marianne Crebassa, mezzo solo :  Cyrille Dubois: ténor solo et Les cris de Paris CD Aparté 2012, diapason d'or
- Le Désert de Félicien David dirigé par Laurence Equilbey, Cyrille Dubois, Ténor : Zachary Wilder, Ténor : Jean Marie Winling, Récitant : Chœur Accentus : Orchestre de Chambre de Paris CD Naïve/Bru Zane 2015 4 diapasons,  choc Classica et  diamant Opéra Magazine.
- Claude Debussy, Redécouvertes du centenaire : Diane au bois, Chute de la maison Usher, avec Natalie Perez, Philippe Estèphe, Jean-Christophe Lanièce, Jean Pierre Armangaud CD Warner, 2018
- Hector Berlioz : Symphonie fantastique,  Lélio ou le retour à la vie, dirigé par Philippe Jordan : Cyrille Dubois, ténor : Florian Sempey, baryton : jean-Philippe Lafont, narrateur : Ingrid Marsoner, piano avec le Wiener Singverein et l'orchestre symphonique de Vienne CD 2019
- So Romantique: florilège d'airs d'opéras romantiques français signés Auber (La Barcarolle), Ambroise Thomas (Raymond), Clapisson, Donizetti, etc.

En tant que sopraniste:
- Petits motets de Sébastien de Brossard, direction Robert Weddle, Cyrille Dubois, dessus ; Hervé Lamy, taille ; Alain Buet, basse-taille ; Maîtrise de Caen CD Assaï  1999